# Автохтонные языки
Автохтонные языки (коренные языки, аборигенные языки) — языки коренных народов в областях их традиционного проживания. В современном мире обычно употребляется по отношению к малочисленным и исчезающим языкам, так как, строго говоря, практически любой язык является в определённом месте «автохтонным». Понятие автохтонных языков особенно актуально в тех регионах мира, где относительно недавно произошла или происходит экспансия языков, происходящих из других мест, прежде всего, европейских, но не только. Большинство автохтонных языков (в узком смысле) являются бесписьменными или малописьменными.
2019 год был объявлен ООН Международным годом языков коренных народов.

## История
В ходе европейской колонизации мира XV-XX веков большинство коренных, особенно малочисленных народов планеты, оказались под угрозой исчезновения, особенно в Северной Америке, где они подвергались фактическому геноциду со стороны английских властей. Но даже когда речь о физическом исчезновении некоторых коренных народов не идёт, как, например, в Латинской Америке или Сибири, их автохтонные языки часто находятся под угрозой вымирания и/или деформации из-за давления (как в форме спонтанной ассимиляции, так и намеренного лингвоцида) со стороны небольшого количества так называемых мировых языков, а автохтонные культуры испытывают на себе зачастую бесконтрольный процесс стихийной глобализации. Проявления языкового империализма также играют не последнюю роль в этом процессе и отмечались ещё со времён античности (например, античная романизация времён Римской империи, когда исчезли многие италийские языки и кельтские языки). Под давлением немецкого языка полностью исчезли словинский и прусский языки и др.

## Примеры
В современном мире выделяются несколько регионов, где коренные языки исчезают особенно быстро: Северная Америка (вытесняются английским), Южная Америка (испанским и португальским) и Сибирь (русским). Массовый переход жителей Анголы на португальский язык в конце XX века также влечёт за собой постепенный упадок различных африканских языков в этой стране. Примером сокращения численности говорящих несмотря на государственную поддержку является непрекращающийся упадок ирландского языка (как и большинства других кельтских языков) под давлением английского даже после обретения независимости республикой Ирландия в 1921 году.
Вместе с тем в мире есть немало примеров успешного возрождения автохтонных языков. Так, большинство автохтонных языков (Восточной и Северной) Прибалтики (балтийских и финно-угорских) в средние века находились под угрозой исчезновения в результате германизации (латышский, ливский), полонизации (литовский) или шведизации (эстонский, финский).
Также, в 2009 году после существенного расширения автономии после голосования, единственным официальным языком Гренландии стал автохтонный гренландский язык, до этого разделявший официальный статус с датским. Многие деятели мировой общественности усмотрели в этом шаг к полной независимости Гренландии.